# EuroHockey Club Champions Cup 1974 (Herren, Feld)
Der erste offizielle von der European Hockey Federation ausgetragene EuroHockey Club Champions Cup der Herren im Hockey fand Pfingsten 1974 vom 31.5. bis zum 3.6. im niederländischen Utrecht statt. Die fünf vorherigen Veranstaltungen dieses Wettbewerbes waren noch privat organisiert worden. Es nahmen zwölf Clubs aus elf Ländern teil. Deutschland war neben dem deutschen Meister RW Köln noch mit Titelverteidiger SC Frankfurt 1880 vertreten. Frankfurt gewann auch 1974 den Europapokal durch ein 1:0 im Endspiel gegen Gastgeber SV Kampong.

## Vorrunde
Gruppe A
SC Frankfurt 1880 – KS Warta Posen 1:0 (1:0)
Hounslow HC – SC Frankfurt 1880 0:4 (0:1)
KS Warta Posen – Hounslow HC 3:2 (1:2)
| Pos. | Verein            | Tore | Punkte |
| ---- | ----------------- | ---- | ------ |
| 1.   | SC Frankfurt 1880 | 5:0  | 4:0    |
| 2.   | KS Warta Posen    | 3:3  | 2:2    |
| 3.   | Hounslow HC       | 2:7  | 0:4    |

Gruppe B
SV Kampong – FC Lyon 6:0 (4:0)
Pembroke Wanderers – SV Kampong 0:6 (0:4)
FC Lyon – Pembroke Wanderers 4:2 (3:1)
| Pos. | Verein             | Tore | Punkte |
| ---- | ------------------ | ---- | ------ |
| 1.   | SV Kampong         | 12:0 | 4:0    |
| 2.   | FC Lyon            | 4:6  | 2:2    |
| 3.   | Pembroke Wanderers | 2:8  | 0:4    |

Gruppe C
HC Kopenhagen – KTHC Rot-Weiss Köln 1:4 (0:2)
Club Egara – HC Kopenhagen 0:5 (0:4)
KTHC Rot-Weiss Köln – Club Egara 2:1 (0:0)
| Pos. | Verein         | Tore | Punkte |
| ---- | -------------- | ---- | ------ |
| 1.   | Rot-Weiss Köln | 6:2  | 4:0    |
| 2.   | Club Egara     | 5:2  | 2:2    |
| 3.   | HC Kopenhagen  | 1:8  | 0:4    |

Gruppe D
Levante Assicurazioni – HC Rotweiss Wettingen 3:0 (0:0)
Royal Léopold Club – Levante Assicurazioni 1:1 (1:1)
HC Rotweiss Wettingen – Royal Léopold Club 0:5 (0:4)
| Pos. | Verein                | Tore | Punkte |
| ---- | --------------------- | ---- | ------ |
| 1.   | Royal Léopold Club    | 6:1  | 3:1    |
| 2.   | Levante Assicurazioni | 4:1  | 3:1    |
| 3.   | HC Rotweiss Wettingen | 0:8  | 0:4    |

## Platzierungsspiele
Hounslow HC – HC Kopenhagen 3:2 (1:1)
Pembroke Wanderers – HC Rotweiss Wettingen 1:2 (0:2)
Spiel um Platz 11
Pembroke Wanderers – HC Kopenhagen 3:0 (2:0)
Spiel um Platz 9
Hounslow HC – HC Rotweiss Wettingen 3:0 (2:0)

Club Egara – Warta Posen 2:1 (1:0)
FC Lyon – Levante Assicurazioni 3:1 (2:1)
Spiel um Platz 7
Warta Posen – Levante Assicurazioni 5:2 (3:1)
Spiel um Platz 5
Club Egara – FC Lyon 5:1 2:1

Halbfinale
SC Frankfurt 1880 – Rot-Weiss Köln 2:1 (1:1)
SV Kampong – Royal Léopold Club 2:2 (1:1) 4:2 n. V.
Spiel um Platz 3
Rot-Weiss Köln – Royal Léopold Club 1:1 (0:0) 2:1 n. V.
Finale
SC Frankfurt 1880 – SV Kampong 1:0 (0:0)

## Quelle
- Deutsche Hockeyzeitung Juni 1974
- EHF Handbook 2016